# Stanley Fish
Stanley Eugene Fish (Providence, Rhode Island, 19 april, 1938) is een Amerikaanse literatuurwetenschapper en jurist. Hij wordt vaak geassocieerd met het postmodernisme, tot zijn eigen frustratie want hij ziet zichzelf meer als anti-foundationalist. Dit wil zeggen dat hij zich keert tegen de klassieke zoektocht naar vaste en onbetwistbare beginselen van de werkelijkheid of filosofie. Hij is verbonden met de Florida International University, in Miami, alsook aan de Universiteit van Illinois te Chicago, University of California, Berkeley, Johns Hopkins University, Columbia University, en Duke University.